# David Cross
David Cross (n. 4 aprilie 1964, Atlanta, Georgia) este un comic american și actor. Este cel mai cunoscut pentru rolul din Mr. Show with Bob and David, Tobias Fünke din Arrested Development, Ian Hawke din seria de Alvin și veverițele (Alvin and the Chipmunks), ca Crane din seria de Kung Fu Panda.